# NGC 3083
NGC 3083 este o galaxie spirală situată în constelația Sextantul. A fost descoperită în 22 ianuarie 1865 de către Albert Marth. Se află la o distanță de 79,07 de megaparseci de Pământ.